# Nižná Hutka
Nižná Hutka es un municipio del distrito de Košice-okolie en la región de Košice, Eslovaquia, con una población estimada a final del año 2024 de 609 habitantes.
Se encuentra ubicado en el centro de la región, en la cuenca hidrográfica del río Sajó (afluente derecho del Tisza) y cerca de la frontera con la región de Prešov y con Hungría.

## Demografía
| Año        | 1994 | 2004     | 2014     | 2024    |
| ---------- | ---- | -------- | -------- | ------- |
| Población  | 404  | 511      | 590      | 609     |
| Diferencia |      | +26,48 % | +15,45 % | +3,22 % |

| Año        | 2023 | 2024 |
| ---------- | ---- | ---- |
| Población  | 609  | 609  |
| Diferencia |      | +0 % |